# 尼尼微鎮區 (印地安納州約翰遜縣)
尼尼微鎮區（英語：Nineveh Township）是位於美國印地安納州約翰遜縣的一個行政鎮區。

## 地方資料
根據2010年美國人口普查的數據，尼尼微鎮區的面積為94.80平方千米，當中陸地面積為93.80平方千米，而水域面積為1.00平方千米。當地共有人口3987人，而人口密度為每平方千米42.06人。